# Heinz Henschel
Heinz Henschel (* 27. Januar 1920 in Berlin; † 21. Oktober 2006 in Berlin) war ein deutscher Eishockeyspieler und Sportfunktionär und der jüngste Bankier Deutschlands.
Henschel spielte – nachdem er ab 1930 eine auf Natureis spielende Schülermannschaft mitaufbaute – aktiv von 1932 bis 1956 bei mehreren Berliner Eishockeyclubs (u. a. dem Berliner EV 1898, LTTC Rot-Weiß Berlin, Berliner Schlittschuhclub, SC Brandenburg).
Mit dem LTTC Rot-Weiss wurde er 1941 und 1944 jeweils deutscher Vizemeister.
Nach dem Zweiten Weltkrieg war er entscheidend am Wiederaufbau des deutschen Eishockeys beteiligt und gehörte 1963 als 1. Vorsitzender des Berliner Eissport-Verbandes zu den Gründungsmitgliedern des Deutschen Eishockey-Bunds, dessen Vorstandsmitglied und Sportwart er bis 1988 war. Er beteiligte sich auch am Wiederaufbau des Berliner Sportpalasts und gründete hierfür die Henschel-Bank, die 1951 insolvent wurde.
25 Jahre bekleidete er dieses Amt und war bei zehn Olympischen Spielen und 30 Weltmeisterschaften als Delegationsleiter der deutschen Eishockeynationalmannschaft dabei. Bei den Olympischen Winterspielen 1984 in Sarajevo war er Chef de Mission.
Aufgrund seiner langjährigen Verdienste um das deutsche Eishockey und dem Deutschen Eishockey-Bund wurde ihm u. a. die Ehrenmitgliedschaft des Deutschen Eishockey-Bunds verliehen und er wurde aufgenommen in die IIHF Hall of Fame in Toronto wie in die für Deutschland.